# 岡戸武平
岡戸 武平（おかど ぶへい、1897年12月31日 - 1986年8月31日）は、日本の小説家、ノンフィクション作家。 

## 経歴
愛知県知多郡横須賀町（現・東海市）生まれ。小学校教員を経て、『名古屋新聞』『大阪時事新報』に勤務。小酒井不木の助手として『闘病術』の執筆を手助けする。
後に上京して博文館に入社。『文藝倶楽部』の最後の編集主任となる。1932年の同誌廃刊と同時に退社し、作家活動に入る。
1935年に第1回直木賞の候補となる。
太平洋戦争下の1944年に愛知県有松町（現・名古屋市）へ疎開し、そのまま名古屋に定住する。
戦後は東海地方の企業史執筆が多く、1960年に愛知県文化功労者。
『大阪時事新報』時代には江戸川乱歩と同僚であり、乱歩名義で発表された『蠢く触手』の代作を行ったことがある。

## 著書
- 『新書闘病術』学芸社、1941年
- 『小説延元神楽歌』奥川書房、1942年
- 『恩讐蜻蛉斬』近代小説社、1942年
- 『金色の鬼』近代小説社、1942年
- 『紅筆斬奸状』奥川書房、1942年
- 『美しき餞』那古野書房、1943年
- 『小泉八雲』講談社 日本小説新書、1943年
- 『殺人芸術 探偵小説集』波津書房、1948年
- 『伊藤家伝』中部経済新聞社、1957年
- 『伊勢町物語』中部経済新聞社、1962年
- 『士魂商才 武藤嘉門伝』中部経済新聞社 中経新書、1963年
- 『富士に生きる 岡野喜太郎伝』中部経済新聞社 中経新書、1964年
- 『闘志乃王冠 石田退三伝』中部経済新聞社 中経新書、1965年
- 『伝統と気鋭 東海銀行の歩んだ道』中部経済新聞社、1966年
- 『土と炎 日本陶器の歩んだ道』中部経済新聞社、1968年
- 『鉄一筋 岡谷鋼機三百年の歩み』中部経済新聞社、1968年
- 『東邦ガス物語』中部経済新聞社、1969年
- 『名古屋史話 近代化うら話』創元社、1969年
- 『花の三冠王 トヨタ自販物語』中部経済新聞社、1970年
- 『パン半世紀 シキシマの歩んだ道』中部経済新聞社、1970年
- 『中京の写真界99年 横井吉助三代の歩み』中部経済新聞社、1972年
- 『自転車万歳 ノーリツ88年の歩み』中部経済新聞社、1974年
- 『小説松江の小泉八雲』恒文社、1995年

## 参考
- ISBN　978-4-88520-147-9